# إيرادات الطوابع في كولومبيا

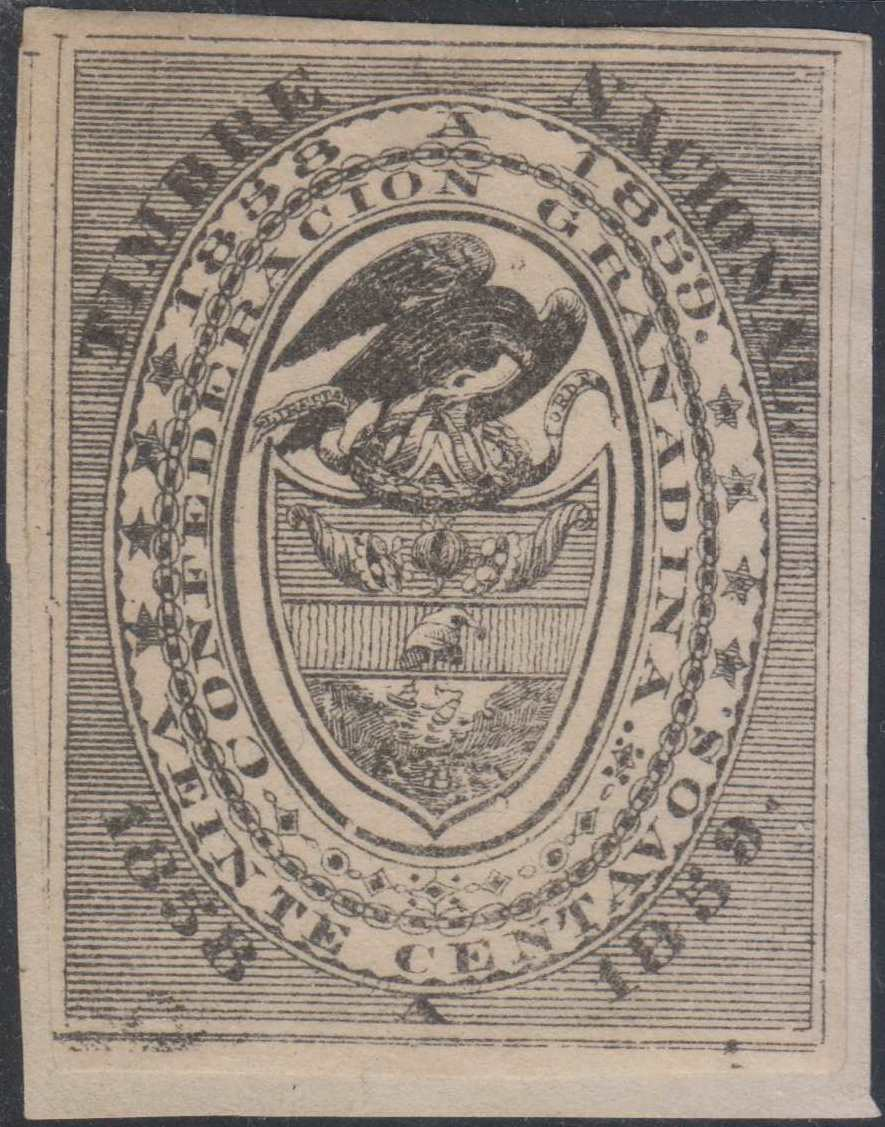
أول إيرادات للطوابع في كولومبيا.

إيرادات الطوابع في كولومبيا صدر أول طابع إيرادات لكولومبيا في 1 سبتمبر 1858، قبل عام واحد من أول طابع بريد كولومبي.

## اتحاد غرناطة
كان أول طابع إيرادات كولومبي عبارة عن علامة سوداء بقيمة 20 سنتافو لالاتحاد الكنفدرالي الغرناطي.

## الولايات المتحدة في غرناطة الجديدة
في عام 1861 ، تم إصدار طابع 20c مدرجًا على غرناطة الجديدة بالولايات المتحدة.

## الولايات المتحدة الكولومبية
في وقت لاحق من عام 1861 أصبحت الولايات المتحدة في غرناطة الجديدة هي الولايات المتحدة لكولومبيا وتم إصدار طوابع تحمل علامة الولايات المتحدة الكولومبية من عام 1864.

## جمهورية كولومبيا
تم إنشاء جمهورية كولومبيا في عام 1886، وتم إصدار طوابع الإيرادات التي تحمل علامة جمهورية كولومبيا من عام 1887.

## الولايات الكولومبية
كما أصدرت الولايات المكونة لكولومبيا طوابع إيرادات خاصة بها.